# ラヴィング対ヴァージニア州裁判
ラヴィング対ヴァージニア州裁判（ラヴイングたいヴァージニアしゅうさいばん、英語: Loving v. Virginia、388 U.S. 1 (1967)）は、異人種間結婚について、1967年6月12日に合衆国最高裁判所が行った裁判である。公民権に関しての画期的な判決であり、異人種間結婚を禁じる法律を無効にするものであった。

## 背景
「異人種間混交」を示す"Miscegenation"という語は異人種間の結婚の他、同棲や性関係などをも広く包含する概念である。アメリカ合衆国における異人種間結婚禁止法は、植民地時代から一部の州で制定されてきたものであった。奴隷との結婚は一度も合法になったことがなかった。1865年、レコンストラクション期に黒人法(Black Codes)により、ローワー・サウスの7州で異人種間結婚が非合法化された。新しい共和党立法府により、6州で禁止法が撤廃された。民主党が権力の座に戻ると、禁止法は再導入された。
白人男性が黒人女性との間に多くの子どもを作っている社会において、黒人と白人の間にどのように線を引くかは大きな関心事であった。一方では、ある人が黒人か白人かという判断は通常、実際的なことがらを処理する決め手になるが、他方、ほとんどの法は「一滴の血の掟」、つまりひとりでも黒人の祖先がいれば法的にある人が黒人になるという決まりを用いていた。1967年の段階ではアメリカ合衆国南部のすべてにあたる16州が反異人種間混交法を制定していた。

## 概要
この訴訟は黒人女性であるミルドレッド・ラヴィングと白人男性であるリチャード・ラヴィングにより起こされたものであり、2人は結婚したためにバージニア州刑務所に1年間収監されるという判決を受けていた。2人の結婚はヴァージニア州の反異人種間混交規定である1924年人種統合法に反するものであり、この法は「白人」に分類される人々と「有色人種」に分類される人々の結婚を禁じたものであった。最高裁判所はペイス対アラバマ州（1883年）の判決を覆して全員一致でこの禁止規定は憲法に反しているとし、アメリカ合衆国における人種に基づく結婚規定を全て終わらせた。
この決定はアメリカ合衆国における異人種間結婚の増加に伴うものであり、6月12日は毎年ラヴィング・デイとして祝われている。この訴訟は複数の楽曲と3本の映画の題材になっており、その中には2016年の高い評価を受けた映画『ラビング 愛という名前のふたり』もある。2013年以降、この判決はアメリカ合衆国連邦裁判所がアメリカ合衆国における同性婚制限を差し止める判決において先行する判例として引用されており、その中には2015年のオーバーグフェル対ホッジス裁判における最高裁の判決も含まれる。

## 原告
ミルドレッド・ドロレス・ラヴィング(出生時の姓はジェター、1939年7月22日 – 2008年5月2日)はミュージアル・(バード)・ジェターとシオリヴァー・ジェターの娘であった。夫のリチャード・ペリー・ラヴィング(1933年10月29日 – 1975年6月29日)は白人男性であり、ローラ・(アレン)・ラヴィングとトワイリー・ラヴィングの息子であった。ミルドレッドはアフリカ系アメリカ人で、先祖にはチェロキーとラッパハノックのアメリカ先住民もいた。ミルドレッドの人種は混乱のもととなった。裁判の間、とりわけ弁護士が関わっているかぎりでは、ミルドレッドが自身を黒人と考えていることが明らかになった。しかしながら、逮捕に際して警察はミルドレッドを「インディアン」だと規定して報告した。ミルドレッドは2004年のインタビューで、「私は黒人ではないのです」と述べている。混乱を増すことになった要因のひとつとして、ミルドレッドが逮捕された時は「黒人である以外ならなんであっても」得策に働くと考えられていたことがある。
リチャード・ラヴィングは1975年、ヴァージニア州キャロライン郡で車に乗っていた際、飲酒運転のトラックに衝突され、41歳で亡くなった。ミルドレッド・ラヴィングも同じ事故で右目を失っている。ミルドレッドは2008年5月2日、ヴァージニア州ミルフォードで肺炎により68歳で亡くなった。夫婦には3人子どもがいた。

### 刑事訴訟手続き
18歳の時、ミルドレッドは妊娠した。1958年6月、2人は結婚するためワシントンD.C.に旅し、そうやってヴァージニア州の1924年人種統合法を回避したが、この法は白人と非白人の結婚を犯罪化するものであった。2人はヴァージニア州の小さな町であるセントラル・ポイントに戻った。匿名の通報にもとづいて1958年7月11日の早朝に地元の警察が夫妻の家を急襲したが、この時警察はやはりヴァージニアでは違法である異人種間の性交渉を2人がしていればよいと予想していたという。警官がラヴィング夫妻がベッドで眠っているのを見つけた時、ミルドレッドは寝室の壁にあった結婚証明書を指さした。夫妻はこの証明書はコモンウェルスでは有効ではないと伝えられた。
ラヴィング夫妻はヴァージニア州法典20-58項及び20-59項により告発された。前者は異人種のカップルが州外で結婚してからヴァージニア州に戻ってくることを禁じるものであり、後者は異人種間混交を重罪として1年から5年の刑を科せるとするものであった。1959年1月6日、ラヴィング夫妻は「コモンウェルスの平和と尊厳に反して夫と妻として同棲した」罪を認めた。1年の刑を宣告されたが、ヴァージニア州を離れて最低25年間は一緒に戻ってこないという条件で刑の執行停止が認められた。有罪判決の後、夫妻はワシントンD.C.に移住した。

### 上訴手続き
1964年、ミルドレッド・ラヴィングはヴァージニア州の家族を訪問する際に一緒に旅ができないことや、ワシントンD.C.で社会的に疎外され、経済的にも苦境に陥ってしまったことに苛立ち、アメリカ合衆国司法長官ロバート・F・ケネディに抗議の手紙を書いた。ケネディはミルドレッドをアメリカ自由人権協会(ACLU)に紹介した。ACLUはボランティアの協力弁護士バーナード・S・コーエンとフィリップ・J・ハーシュコップを割り当て、両名はヴァージニア州キャロライン郡巡回裁判所にラヴィング夫妻の代理として申し立てを行った。この申し立ては裁判所に対し、ヴァージニア州の反異人種間混交法はアメリカ合衆国憲法修正第14条の平等保護条項に違反するという理由で刑事判決を無効とし、ラヴィング夫妻の有罪判決を破棄することを求めるものであった。
1964年10月28日、申し立てへの判断をほぼ1年もの間待った後、ACLUの弁護士はヴァージニア州東地区アメリカ合衆国連邦地方裁判所に集団訴訟を提起した。これにより郡裁判所で本件を担当していた判事レオン・M・バジルは長期にわたり係争中になっていた無効申し立てに裁定を出さねばならないことになった。18世紀におけるヨハン・フリードリヒ・ブルーメンバッハの人種解釈を繰り返しつつ、裁判所は異人種間結婚を認めない裁定を下した。
1965年1月22日、2人の判事からなる地方裁判所のパネルが連邦集団訴訟の決定を延期し、一方でラヴィング夫妻はバジル判事の裁定について憲法にもとづきヴァージニア州最高裁判所に上訴した。ハリー・L・キャリコ判事(のちに首席判事)は反異人種間結婚規定の合憲性を支持する裁判所意見を執筆した。キャリコ判事は有罪の決定は支持する一方、判決を修正するよう指示した。キャリコはネイム対ネイム裁判(1955)におけるヴァージニア州最高裁判所の決定を先行する判例として引き、ラヴィング夫妻の判例においては白人と非白人の配偶者が平等に異人種間混交の罪で罰されているため平等保護条項違反ではないと主張したが、これは1883年にアメリカ合衆国最高裁判所がペイス対アラバマ州裁判で行った議論と類似するものであった。
ラヴィング夫妻はその時もACLUの支援を受け、アメリカ合衆国最高裁判所に上訴した。2人はワシントンでの口頭弁論には出席しなかったが、弁護士のひとりであるバーナード・S・コーエンがリチャード・ラヴィングにより伝言を伝えた。これは「コーエンさん、裁判所に私が妻を愛しているとお伝えください、そしてヴァージニア州で妻と住めないのはただ不公平だ」というものであった。

## 先行する判例

アメリカ合衆国諸州において反異人種間結婚法が廃止された年
法律なし
1780年から1887年
1948年から1967年
1967年以降

ラヴィング対ヴァージニア州裁判以前にもいくつか異人種間の性関係についての裁判があった。ペイス対アラバマ州裁判(1883)では、アラバマ州最高裁判所により上訴で確定したアラバマ州のカップルの異人種間性交渉に対する有罪判決について、最高裁判所がアメリカ合衆国憲法修正第14条に違反していないという裁決を下した。異人種間結婚による性交渉は重罪とされたが、一方で婚外性交渉(「不倫あるいは姦通」)はただの軽犯罪であった。抗告審判においてアメリカ合衆国最高裁判所は、白人と非白人が異人種間性交渉を行ったかどで平等に罰せられるため異人種間性交渉の犯罪化は平等保護条項違反ではないと裁定した。原告であるペイスが法のこの条項について上訴しないことを選んだため、裁判所にはアラバマ州の反異人種間混交法の一部である異人種間結婚の禁止の合憲性を確認する必要がなかった。ペイス対アラバマ州裁判の後、白人と非白人の結婚や性交渉を禁じる反異人種間混交法の合憲性は1920年代まで争われることがなかった。
カービー対カービー裁判(1921)では、カービーがアリゾナ州に対して婚姻無効を求めた。夫であるカービーは、妻が「ニグロ」の子孫であって州の反異人種間混交法に違反するため自らの結婚が無効であると主張した。アリゾナ州最高裁判所はカービー夫人の身体的特徴を観察することで人種を判断し、夫人が混血であると決定し、ゆえに夫が主張する婚姻無効を認めた。
1939年のモンクス裁判(Estate of Monks, 4. Civ. 2835, Records of California Court of Appeals, Fourth district)では、サン・ディエゴ郡最高裁判所が妻が「8分の1ニグロの血をひいている」とみなされるがゆえにマリー・アントワネットとアラン・モンクスの結婚は無効であると裁定した。この裁判は故アラン・モンクスが残した矛盾する遺言を巡る法的闘争にかかわるものであった。古いほうの遺言はアイダ・リーという名前の友人に有利なものであり、新しいほうの遺言は妻に有利であった。リーの弁護士は、マリー・アントワネットが「ニグロ」であり、アランが白人であったため、アリゾナ州で行われたモンクス夫妻の結婚はアリゾナ州法に照らして無効であると申し立てた。さまざまな専門家証言が相矛盾していたにもかかわらず、判事はモンクス夫人の人種を外科医による解剖学的な「専門的知見」に頼って決めることにした。判事は人類学者や生物学者による外見的特徴から人の人種を判断するのは不可能であるという意見を無視した。
モンクス夫人はアリゾナ州の反異人種間混交法自体を問うこととし、カリフォルニア州第四地区控訴裁判所に訴えた。モンクス夫人の弁護士は反異人種間混交法により、モンクス夫人のような混血の人物は事実上誰とも結婚できなくなり、アリゾナ州の反異人種間混交法はモンクス夫人の自由に対してアメリカ合衆国憲法違反となるような制限を加えていることになると指摘した。しかしながら、裁判所は該当案件は混血の人物2人の結婚ではなく混血の人物と白人の結婚に関するものであるためにこの訴えを不適当であるとして退けた。モンクス夫人の訴えが1942年に退けられ、アメリカ合衆国最高裁判所は本件の再開を拒否した。
転換点となったのはペレズ対シャープ裁判(1948)、別名ペレズ対リッポルド裁判であった。ペレズ裁判ではカリフォルニア州最高裁判所が、異人種間結婚の禁止はアメリカ合衆国憲法修正第14条に反すると認めた。

## 判決
アメリカ合衆国最高裁判所は1967年6月12日、ラヴィング夫妻の有罪判決を全員一致で覆した。ヴァージニア州コモンウェルスは、白人と黒人両方に他の人種の人物と結婚することを禁じ、これに違反した白人と黒人両者に同じ罰則を科しているため反異人種間結婚法は人種偏見とは解釈できないと主張していたが、最高裁はこれを退けた。裁判所はヴァージニア州の反異人種間混交規定はアメリカ合衆国憲法修正第14条に定められたデュー・プロセス・オブ・ロー条項と平等保護条項の両方に違反しているとした。アール・ウォレン首席判事による全員一致の裁判所意見においては、「結婚の自由あるいは結婚しない自由」は基本的な人権のひとつであると規定された。さらに裁判所は反異人種間混交法は人種差別であり、白人至上主義を継続させるために制定されたものだと結論づけた。連邦最高裁判事ポッター・スチュワートは短い補足意見を提出しており、マクローリン対フロリダ州裁判での自らの意見を反復して、「憲法下で、行為者の人種に拠って犯罪が構成されるという州法は単に有効たり得ない」と述べた。

## 判決の重要性

### 異人種間結婚
最高裁判所の決定にもかかわらず、反異人種間混交法はいくつかの州で法の一部で有り続けたが、この決定のため施行できなくなった。アラバマ州の地方判事はリチャード・ニクソン政権下の1970年、アメリカ合衆国対ブリテン裁判でアメリカ連邦地方裁判所から裁定が出るまで、異人種間混交を禁じる州法を施行し続けた。2000年にアラバマ州は最高裁判所の決定に法規定を沿うよう改正した最後の州になったが、この時住民投票で投票者の60％が州憲法から反異人種間混交の文言を取り除くことを支持した。
ラヴィング対ヴァージニア州裁判の後、アメリカ合衆国全体でもアメリカ南部でも異人種間結婚の数が増加し続けた。たとえばジョージア州では異人種間結婚の数が1967年の21件から1970年には115件に増えた。全国では、1960年の時点では全結婚の0.4％が異人種間のものであったが、1980年には2.0％に、2013年には12％になっている。

### 同性婚
ラヴィング対ヴァージニア州裁判はアメリカ合衆国における同性婚に関する公的議論の文脈でも引き合いに出された。2006年のヘルナンデズ対ロブルス裁判では、州の最高裁にあたるニューヨーク控訴裁判所の多数意見において、「ラヴィング判例の歴史的背景は本件の根底にある歴史とは異なる」と考えられるため、同性婚をする権利があるかどうか決定する際にラヴィング対ヴァージニア州裁判に拠るべきではないとされた。2010年のペリー対シュワルツェネッガー裁判における連邦地区裁判所の決定は、結婚を異性のカップルのみのものに制限するカリフォルニア州提案8号を覆し、ヴォーン・R・ウォーカー判事がラヴィング対ヴァージニア裁判をひいて「憲法に定められた結婚の権利は、ジェンダーにかかわらず個人が結婚の相手を選ぶ権利を保護する」と述べた。もっと限定的にではあるが、第9巡回控訴裁判所がこれを支持した。
2007年6月、ラヴィング裁判における最高裁判所の決定40周年記念に際して、ミルドレッド・ラヴィングは人種、性別、性的指向に関わらず結婚する権利を訴えた。
2014年までに、5つのアメリカ合衆国控訴裁判所が同性婚を禁止する州法の合憲性を考慮した。この過程におけるラヴィング裁判の裁定の解釈や使用はそれぞれ異なるものであった。
第4巡回裁判所及び第10巡回裁判所はラヴィング裁判をザブロッキ対レッドヘイル裁判やターナー対セイフリー裁判とともに用い、アメリカ合衆国最高裁判所が「結婚する基本的人権」を認めたことを示した。裁判所の「高度な精査」の基準にかなわないかぎり、州はこの権利を制限することはできないとされた。この基準を用いて、両裁判所は同性婚を禁止する州法を無効とした。
他の2つの控訴裁判所である第7巡回裁判所と第9巡回裁判所は異なる論拠をもとに州による同性婚禁止を無効とした。「基本的人権」の分析ではなく、この2つの裁判所は同性婚の禁止を性的指向にもとづく差別として審理した。第7巡回裁判所は最高裁判所が伝統を結婚の権利制限の正当化理由として受け入れなかったことを示すためにラヴィング裁判を引用した。第9巡回裁判所はラヴィング裁判をアメリカ合衆国対ウィンザー裁判で引用されているように連邦主義の問題として引き、「結婚を定義あるいは規制する州法は無論憲法に定められた人権を尊重せねばならない」とした。
州による同性婚禁止を支持した唯一の控訴裁判所である第6巡回裁判所は、ラヴィング裁判の決定が結婚についての議論を行った際、異性の人間同士の結婚に言及していたにすぎないと述べた。
この問題に決着をつけた2015年のオーバーグフェル対ホッジス裁判では、憲法の平等保護条項とデュー・プロセス・オブ・ロー条項双方のもとで州は同性婚を可能にするよう求められるという判決を出すにあたり、最高裁判所はとりわけラヴィング裁判を先行する判例として引いた。オーバーグフェル対ホッジス裁判における裁判所の裁定はラヴィング裁判を10回ほども引いており、平等と結婚に対する列挙されていない権利という同じ原則に基づいて判決を下した。口頭弁論の間、結果的に多数派意見を執筆することになったアンソニー・ケネディ判事は、人種隔離と異人種間結婚禁止を憲法違反であるとする裁定(ブラウン対教育委員会裁判及びラヴィング裁判)は13年も離れて下されており、同性間性交渉の禁止を停止させた判決(ローレンス対テキサス州事件)とオーバーグフェル裁判と非常に類似していることを指摘した。

## 顕彰
アメリカ合衆国において、裁定が下された日付である6月12日はラヴィング・デイとして知られており、毎年非公式に異人種間結婚を祝うことが行われている。
2014年にはミルドレッド・ラヴィングがヴァージニア図書館により、「ヴァージニア州の歴史を作った女性」のひとりとして顕彰された。

## ラヴィング裁判が登場する作品
ラヴィング夫妻の物語は数回映像化されている。
- 最初の映画化はMr. & Mrs. Loving (1996)であり、リチャード・フリードバーグが監督し、レラ・ローション、ティモシー・ハットン、ルビー・ディーが出演した[50]。ミルドレッド・ラヴィングによると、「ほとんどはあまり事実に基づいていません。正しいのは、私が3人の子持ちだったというくらいです」ということである[51][52]。
- 二度目の映像化はナンシー・バアースキー監督のドキュメンタリー、The Loving Storyであり、2012年2月にHBOが初放映した[53][54]。この年のピーボディ賞を受賞した[55]。
- 三本目の映画化、『ラビング 愛という名前のふたり』は2016年に公開された。ジェフ・ニコルズが監督し、ルース・ネッガとジョエル・エドガートンがラヴィング夫妻を演じた。この映画はバアースキーのドキュメンタリーに基づいている。

2015年にフランス人ジャーナリストジル・ビアセットによる小説 L'amour des Loving ("The Love of the Lovings", ISBN 978-2917559598)が刊行されたが、これはラヴィング夫妻とラヴィング裁判を語るものである。

### 判決文
- Text of Loving v. Virginia, 388 U.S. 1 (1967) is available from:  Findlaw  UMKC  Google Scholar

### その他
- A Groundbreaking Interracial Marriage; Loving v. Virginia at 40. ABC News interview with Mildred Jeter Loving & video of original 1967 broadcast. June 14, 2007.
- Resources at Oyez.org including complete audio of the oral arguments.
- Loving Decision: 40 Years of Legal Interracial Unions, National Public Radio: All Things Considered, June 11, 2007.
- The Fortieth Anniversary of Loving v. Virginia: The Legal Legacy of the Case that Ended Legal Prohibitions on Interracial Marriage, Findlaw commentary by Joanna Grossman.
- Chin, Gabriel and Hrishi Karthikeyan, (2002) Asian Law Journal, vol. 9 "Preserving Racial Identity: Population Patterns and the Application of Anti-Miscegenation Statutes to Asian Americans, 1910-1950"